# Аврамопулос, Димитрис
Димитрис Аврамопулос (греч. Δημήτρης Αβραμόπουλος, 6 июня 1953, Афины) — греческий политик и дипломат. В течение восьми лет служил мэром Афин (1995—2002). Министр национальной обороны Греции с ноября 2011 года по май 2012. С 21 июня 2012 года по 27 января 2015 года министр иностранных дел Греции. С 1 ноября 2014 года занимает пост европейского комиссара по внутренним делам.

## Биографические сведения
Димитрис Аврамопулос родился в Афинах в 1953 году в семье, происходящей из Илии и Аркадии. Отбывал военную службу в части Военно-воздушных сил Греции (1978—1980), базировавшаяся в Афинах, и в штаб-квартире НАТО в Брюсселе. Женат, имеет двух сыновей Филиппоса и Ясонаса. Свободно владеет английским, французским и итальянским языками.

## Дипломатическая карьера
В период с 1980 по 1993 год служил дипломатом при Министерстве иностранных дел Греции в Афинах. С 1988 по 1992 годы был консулом Греции в Льеже. Параллельно в этот период был специальным дипломатическим советником президента и лидера партии Новая Демократия Костаса Мицотакиса. Он также представлял Грецию на конференции по безопасности и сотрудничеству в Европе в Вене в том же году. В 1992 году он занимал должность официального представителя Министерства иностранных дел в Афинах и был генеральным консулом Греции в Женеве. В 1993 году назначен председателем дипломатической канцелярии премьер-министра Греции.

## Политическая карьера
В 1993 оставил дипломатическую службу. Был избран членом Центрального Комитета консервативной партии Новая Демократия. На период 1993—1994 годов был избран членом Греческого парламента. В период с 1995 по 2002 года избран мэром Афин (был переизбран в октябре 1998 года). С 1995 по 1999 год он занимал пост председателя Центрального союза местных органов власти Греции. В 1995 году основал и стал первым президентом Постоянного совещания мэров столиц Юго-Восточной Европы. С 1996 по 2000 год занимал должность вице-президента исполнительного комитета Международного союза местных органов власти (МСМОВ) и с 1997 по 2002 годы был членом Комитета регионов Европейского Союза.
В 2001 году Аврамопулос недовольный непрерывными конфликтами между лидерами Новой демократии К. Караманлисом и К. Мицотакисом, основал свою либеральную партию, Движение свободных граждан (греч. Κίνημα Ελευθέρων Πολιτών, ΚΕΠ). Первые опросы показали, что KEP может получить на выборах до 24 %. Впрочем первоначальный энтузиазм быстро сошёл на нет и рейтинг партии стал падать. В 2002 году Аврамопулос неожиданно объявил о прекращении деятельности КЕП из-за финансовых проблем, пообещав, что организация сохранится как «мозговой центр». После этого он с большей частью своих сторонников вернулся в Новую демократию.
Когда в 2004 году Новая Демократия победила на выборах, Димитрис Аврамопулос вступил в должность заместителя министра туризма, на которой оставался до 2006 года. С 2006 по 2009 год он занимал пост министра здравоохранения и социальной солидарности. На досрочных выборах в октябре 2009 года Димитрис Аврамопулос был вновь избран членом парламента Греции. После избрания Антониса Самараса лидером Новой Демократии, в 2010 году Аврамопулос занял пост вице-президента партии, на этой должности он остается и поныне. 11 ноября 2011 года назначен министром национальной обороны Греции в коалиционном правительстве Лукаса Пападимоса, сменив на этом посту Панайотиса Беглитиса. 1 ноября 2014 года занял должность европейского комиссара по внутренним делам, сменив на этом посту Сесилию Мальмстрём.

## Награды
- Орден Белой звезды I степени (24 мая 1999 года, Эстония)[1]
- Орден «Мадарский всадник» I степени (4 декабря 2000 года, Болгария)[2]